# Селина Кайл (Бэтмен возвращается)
Сели́на Кайл (англ. Selina Kyle), также известная как Же́нщина-ко́шка (англ. Catwoman) — персонаж фильма «Бэтмен возвращается» (1992) режиссёра Тима Бёртона. Основана на одноимённой антигероине DC Comics. Роль исполнила Мишель Пфайффер. Данный образ считается одним из лучших в карьере актрисы.
Пфайффер была удостоена многочисленных похвал за исполнение роли Селины. Критики и поклонники признали воплощение Мишель лучшей версией Женщины-кошки.

## Создание образа
На интерпретацию персонажа Мишель Пфайффер оказал влияние графический роман Catwoman: Her Sister’s Keeper. В фильме героиня одета в чёрный костюм и носит маску с ушами, по форме напоминающими кошачьи. Первоначальная концепция костюма принадлежит Тиму Бёртону, который захотел увидеть костюм с ярко выделяющимися швами.
Изначально сценарий продолжения фильма «Бэтмен» (1989) написал Сэм Хэмм. По его задумке Женщина-кошка объединилась с Пингвином для поиска спрятанных сокровищ. Впоследствии по просьбе Бёртона Дэниел Уотерс переработал образ Женщины-кошки. «Сэм Хэмм вспомнил о том, каким образом в комиксах относятся к женщинам — как к легкомысленным секс-фантазиям. Я хотел начать с низшей ступеньки общества, с очень измученной секретарши», — заявил Уотерс. В ранних вариантах сценария присутствовал Харви Дент, которого Женщина-кошка превратила бы в суперзлодея Двуликого, однако от этой идеи создатели отказались.
Пфайффер ранее рассматривалась на роль Вики Вэйл в первом «Бэтмене», но актриса отказалась. Поначалу роль Женщины-кошки в сиквеле досталась Аннетт Бенинг, и Пфайффер очень расстроилась из-за этого. Бенинг пришлось отказаться от участия в картине вследствие беременности. Шон Янг, одна из кандидаток на роль Вики в первой части, очень хотела сыграть Селину, и заявлялась в офисы студии в самодельном костюме Женщины-кошки, требуя, чтобы её кандидатуру рассмотрели.
Сьюзан Сарандон, Мерил Стрип, Брук Шилдс, Деми Мур, Николь Кидман (которая в итоге сыграла Чейс Меридиан в фильме «Бэтмен навсегда»), Джоди Фостер, Джина Дэвис (ранее работавшая с Бёртоном и Майклом Китоном в фильме «Битлджус»), Сигурни Уивер, Лена Олин, певица Мадонна, Ракель Уэлч, Шер, Эллен Баркин, Дженнифер Джейсон Ли, Лоррейн Бракко, Дженнифер Билз и Бриджит Фонда также рассматривались на роль Женщины-кошки. Бёртон не был знаком с творчеством Мишель Пфайффер, но после одной встречи понял, что она идеально воплотит данную роль. По его мнению, Мишель «может быть одновременно Селиной Кайл и Женщиной-кошкой». Пфайффер обучалась кикбоксингу и несколько месяцев тренировалась со специалистом, чтобы мастерски пользоваться хлыстом, и в первый же день случайно повредила подбородок своему инструктору. Кэти Лонг, тренер Пфайффер по кикбоксингу, стала её дублёршей в фильме.
За шесть месяцев съёмок было создано более 60-ти латексных кэтсьютов по цене 1000 долларов за каждый. Производились по фигуре Пфайффер. Для имитации швов наряды покрывались белой силиконовой резиной. Костюм был очень тесным — чтобы надеть его, актриса пользовалась тальком; для придания блеска на каждом дубле наряд обрабатывали жидким силиконом. Пфайффер носила костюм по 12—14 часов, за исключением обеденных перерывов.

## Биография персонажа
Селина Кайл предстаёт как многострадальная секретарша коррупционера Макса Шрека (Кристофер Уокен). После того как Селина обнаруживает преступный план Шрека по строительству электростанции, поглощающей электроэнергию Готэма, последний сталкивает её из окна своего офиса на последнем этаже небоскрёба. Несколько тканевых навесов здания помогают предотвратить сильный удар о землю, и Селина теряет сознание. Её спасают уличные кошки, которые сбегаются к ней и начинают грызть её пальцы. Вернувшись домой, Кайл переживает психотический срыв, сшивает облегающий костюм и придумывает себе псевдоним — Женщина-кошка.
Для реализации своего плана по устранению Шрека она объединяется с Пингвином (Дэнни Де Вито), что привлекает внимание Бэтмена (Майкл Китон), но впоследствии разрывает союз с ним. Между тем, Селина вступает в отношения с Брюсом Уэйном, однако на тот момент они не знали о тайнах личностей друг друга. С течением времени Женщина-кошка прибывает в логово Пингвина с намерением убить находящегося там Шрека. Макс несколько раз стреляет в Селину, однако она не умирает. Женщина-кошка решает расправиться с Шреком и целует его, при этом приложив электрошокер к его рту и держась за электрокабель. Происходит взрыв, но Бэтмен находит только обгоревший труп Шрека. Позднее в ночном небе появляется «Бэт-сигнал», за которым издалека наблюдает фигура, похожая на Женщину-кошку.

## В других медиа
- Женщина-кошка фигурирует в игре 1992 года Batman Returns, разработанной по мотивам одноимённой ленты Тима Бёртона[9]
- В фильме «Бэтмен навсегда» (1995) Женщина-кошка вскользь упоминается доктором Чейс Меридиан (Николь Кидман) в разговоре с Бэтменом (Вэл Килмер).
- В фильме «Женщина-кошка» (2004) снимок Селины появляется среди фотографий предыдущих Женщин-кошек, которые рассматривает Пейшенс Филлипс (Хэлли Берри), когда навещает исследовательницу Офелию Пауэрс (Фрэнсис Конрой). Данный фильм не связан с лентами Тима Бёртона, а фотография Селины показана как отсылка.
- В кроссовере «Вселенной „Стрелы“» «Кризис на Бесконечных Землях» установлено, что события фильмов «Бэтмен» и «Бэтмен возвращается» разворачиваются на «Земле-89». Из газетной статьи, которую читает постаревший Александр Нокс (Роберт Вул), следует, что Кайл публично обручилась с Брюсом Уэйном.

## Критика
Зрители на тестовых показах положительно отозвались об исполнении Мишель Пфайффер; студия хотела показать, что Женщина-кошка выжила, а потому за две недели до выхода в прокат в финальную сцену фильма была добавлена сцена с ней. Пфайффер получила всеобщее признание за свою актёрскую игру: и критики и поклонники признали её лучшей исполнительницей роли Женщины-кошки. Джанет Мэслин описала исполнение Пфайффер как «захватывающее… яростное, соблазнительное». Питер Трэверс из Rolling Stone написал: «Пфайффер наделяет эту мстительницу-феминистку крепким умом и остроумием; она — яркая женщина». Журнал Premiere также похвалил игру актрисы: «Мишель Пфайффер — смертоносная кошечка с хлыстом, ставшая, пожалуй, самым выдающимся злодеем эпохи Тима Бёртона, — привнесла сексуальность в столь популярную франшизу. Её сшитый из чёрного лакированного материала костюм, созданный по рисункам Бёртона, остаётся самым запоминающимся образом персонажа. А Мишель Пфайффер преодолела тяжёлый феминистический сюжет [фильма] „Бэтмен возвращается“ и показала рычащую, свирепую героиню».
Тодд Маккарти, написавший для Variety, высоко оценил актёрскую игру актрисы, сказав: «Пфайффер — действительно очень классная Женщина-кошка». Оуэн Глейберман из Entertainment Weekly заявил, что «главная звезда здесь — Пфайффер, чьё выступление — сексуальный, комический триумф». Кеннет Туран из Los Angeles Times дал фильму смешанную оценку, но похвалил Пфайффер: «Единственное исключение из общего мрака и уныния — это стильное и забавное исполнение Мишель Пфайффер роли неряшливой Селины Кайл и её альтер эго, владеющей хлыстом Женщины-кошки. Энергия и очарование, которые Пфайффер привносит в эту двойную роль, не могут не радовать».

## Наследие
«После травм, полученных в фильме „Бэтмен возвращается“, у неё амнезия, и она не помнит, почему в её теле столько пулевых ранений, поэтому она отправляется отдыхать в Оазисбург. Как Готэм-Сити для Нью-Йорка, так Оазисбург для Лас-Вегаса-Лос-Анджелеса-Палм-Спрингс. Курортная зона посреди пустыни. Тут властвуют супергерои, и в фильме здорово высмеиваются все стереотипы о супергероях-мужчинах. Потом оказывается, что они плохие, и ей приходится снова стать Женщиной-кошкой».
После того, как в июне 1993 года Warner Bros. приступила к разработке фильма «Бэтмен навсегда», было объявлено о создании спин-оффа о Женщине-кошке. Мишель Пфайффер должна была повторить свою роль, при этом персонаж не должен был фигурировать в ленте «Бэтмен навсегда». Режиссёром стал Тим Бёртон, продюсер Дениз Ди Нови и сценарист Дэниел Уотерс также присоединились к созданию фильма. К январю 1994 года Бёртон не мог определиться с тем, что снимать — «Женщину-кошку» или экранизацию «Падения дома Ашеров».
6 июня 1995 года Уотерс предоставил Warner Bros. свой сценарий «Женщины-кошки» в тот же день, когда вышел «Бэтмен навсегда». Бёртон всё ещё претендовал на пост режиссёра. «Сдача сценария в день премьеры фильма „Бэтмен навсегда“, возможно, была не самой лучшей идеей, ведь это весёлый праздник для всей семьи. „Женщина-кошка“ — определённо не семейный проект», — сообщил Уотерс. В августе 1995 года Пфайффер подтвердила свой интерес к участию в спин-оффе.
В январе 1999 года сценарист Джон Огаст разработал свою версию сценария, согласно которому Селина Кайл покинула бы Готэм-Сити и отправилась в свой родной город Лейк-Сити. Долгие годы картина находилась в аду производства, а Пфайффер впоследствии была заменена на Эшли Джадд. В итоге фильм превратился в раскритикованную «Женщину-кошку» (2004) с Хэлли Берри в роли Пейшенс Филлипс / Женщины-кошки, а Селина Кайл в исполнении Пфайффер была изображена на фотографии среди других Женщин-кошек.
В интервью для Screen Rant в 2021 году Мишель Пфайффер заявила, что была заинтересована в повторном исполнении роли Женщины-кошки в фильме «Флэш», но её «никто не приглашал».
Зои Кравиц, исполнительница роли Селины в фильме «Бэтмен» (2022), заявила, что Мишель Пфайффер была одной из её вдохновительниц. Кравиц также получила поддержку от Хэлли Берри и Энн Хэтэуэй; последняя сыграла Женщину-кошку в фильме «Тёмный рыцарь: Возрождение легенды» (2012).

### Продолжение в виде комикса
В 2021 году издательство DC Comics выпустило новую серию комиксов под названием Batman ’89, действие которой разворачивается во вселенной фильмов Тима Бёртона. Сценаристом стал Сэм Хэмм, а иллюстратором — Джо Квинонс. В серии, являющейся продолжением ленты «Бэтмен возвращается», вернулась версия Селины Кайл / Женщины-кошки Пфайффер.